# Pas des Sables
Le pas des Sables est un point géographique de l'île de La Réunion, un département d'outre-mer français dans le sud-ouest de l'océan Indien. Lieu de passage permettant le franchissement du rempart des Sables, il est situé à environ 2 347 mètres d'altitude sur la frontière communale entre Saint-Joseph à l'ouest et Sainte-Rose à l'est. De fait, on le trouve sur le bord oriental du plateau du massif du Piton de la Fournaise appelé plaine des Remparts en surplomb d'un autre plateau appelé plaine des Sables. Il est traversé par la route forestière du Volcan, une route qui monte depuis Bourg-Murat jusqu'au pas de Bellecombe-Jacob, autre point de vue situé plus à l'ouest.

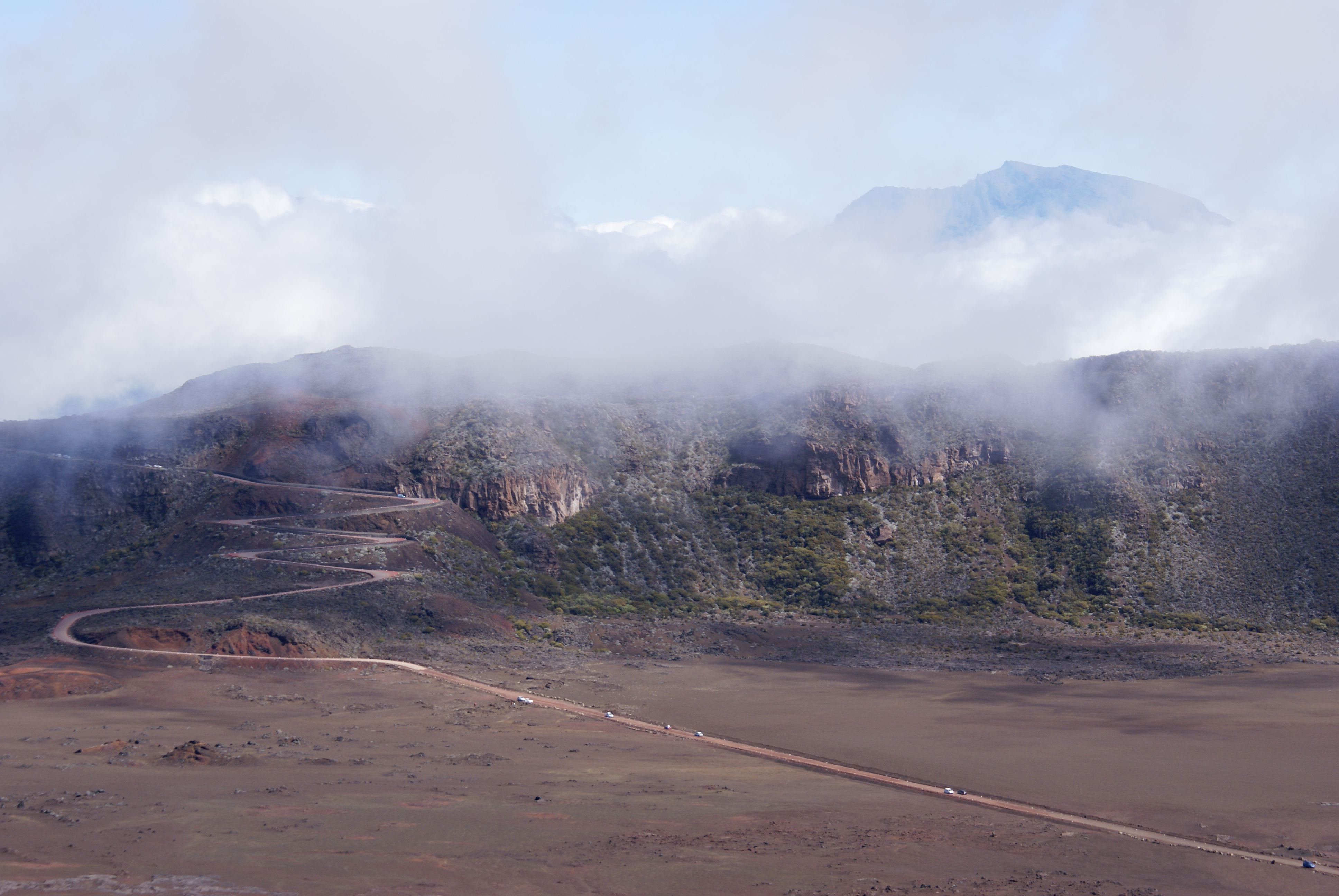
Le pas des Sables par un temps nuageux.